# Carl von Wangenheim
Ernst Johann Carl Freiherr von Wangenheim (* 2. Juli 1860 auf Gut Neu Lobitz, Kreis Dramburg; † 2. August 1931 in Bückeburg) war ein deutscher Verwaltungsbeamter aus der Familie von Wangenheim.

## Leben
Wangenheim war ein Sohn des Rittergutsbesitzers und Ritterschaftsrats Ernst Freiherr von Wangengheim (1829–1890) zu Neu Lobitz, und der Gutsbesitzerstochter Sophie Pogge (1832–1898) aus Mecklenburg, Tochter der Luise Behm und des Johann Pogge-Roggow-Krassow. Carl war ein Enkel von Karl von Wangenheim. 
Er studierte Rechtswissenschaften an der Universität Straßburg und in Leipzig. 1880 wurde er Mitglied des Corps Rhenania Straßburg. Nach dem Studium trat er in den preußischen Staatsdienst ein. Von 1887 bis 1888 absolvierte er das Regierungsreferendariat bei der Regierung in Stettin. 1885 wurde er Regierungsassessor in Hannover, bevor er am 4. Mai 1892 zum Landrat des Kreises Diepholz ernannt wurde. Am 30. Juli 1902 erfolgte seine Versetzung als Landrat an den Landkreis Osnabrück. Von 1892 bis 1902 war er Landrat des Kreises Diepholz und von 1902 bis 1917 des Landkreises Osnabrück. Als Landrat a. D. lebte er bis zu seinem Tod 1931 in Bückeburg.
Carl von Wangenheim heiratete 1890 in Hannover Luise Biedenweg (1869–1951), einer Tochter der Maria Wolffer und des Juristen Otto Biedenweg. Luise und Carl hatten einen Sohn Ernst (1891–1945), zuletzt O.-Ing. und Korvettenkapitän d. R. Er war zweimal verheiratet, u. a. mit Eleonore von Wangenheim geb. von Ditfurth, und hatte aus beiden Ehen sechs Kinder.

## Auszeichnungen
- Ernennung zum Geheimen Regierungsrat am 10. Januar 1912[7]

## Schriften
- Carl von Wangenheim: Aus 25 Jahren der Verwaltung von 2 Kreisen der Provinz Hannover durch einen altpreussischen Landrat. Diepholz 1917.